# Pierre Flote
Pierre Flote († 11. Juli 1302 in der Sporenschlacht bei Kortrijk) war einer der bekanntesten Legisten aus der Regierungszeit des Königs Philipp IV. Geboren in der Dauphiné in der Mitte des 13. Jahrhunderts, war er von 1283 bis 1291 der Vertraute des Dauphins Humbert I. von Viennois.
1294, während des französisch-englischen Konflikts, war er der Verhandlungsführer für Philipp IV. in der Gascogne. 1296 wurde er in den königlichen Rat aufgenommen, aus dem heraus er den französischen Kampf gegen den Papst organisierte. Bonifatius VIII. hatte mit seinem Dekretale Clericis laicos den König an die päpstliche Zustimmung zur Investitur der Bischöfe erinnert. Auf Betreiben Flotes und anderer Legisten untersagte Philipp IV. daraufhin die Ausfuhr von Gold und Silber aus dem Königreich, womit der Papst eines Großteils seiner Einkünfte beraubt war. Bonifatius VIII. zog daraufhin mit der Bulle Romana mater ecclesia die Entscheidungen aus Clericis laicos zurück.
1297 wurde Pierre Flote zum Siegelbewahrer von Frankreich ernannt, was zu dieser Zeit dem Amt des Kanzlers von Frankreich entsprach.
Die Auseinandersetzung mit Rom flammte 1301 wieder auf, als der König den Bischof von Pamiers, Bernard Saisset verhaften, wegen Hochverrats anklagen und verurteilen ließ. Eine neue Bulle, Ausculta filii, erklärte noch einmal den Vorrang des geistlichen vor dem weltlichen und sprach dem König das Recht ab, ein Mitglied des französischen Klerus abzuurteilen. Erneut war es Pierre Flote, der die königliche Antwort organisierte. Er rief für April 1302 die Barone, Prälaten und Bürger in die Kathedrale Notre-Dame in Paris, was von einigen Historikern als erste Versammlung der Generalstände in der Geschichte angesehen wird. Dort fasste er die päpstliche Bulle nach seiner Art in sechs Sätze zusammen, darunter: „Wir wollen, dass Du weißt, dass Du uns unterworfen bist im Geistlichen wie im Weltlichen“, und ließ danach die antipäpstliche Politik des Königs bestätigen, auch von den kirchlichen Würdenträgern, deren Zustimmung allerdings wesentlich zurückhaltender ausfiel.
Drei Monate später wurde Pierre Flote in der Sporenschlacht bei Kortrijk getötet. Seine Aufgabe als politischer Stratege gegenüber Rom wurde von Guillaume de Nogaret übernommen.
Bonifatius VIII. äußerte sich kurz nach der Versammlung in Notre-Dame zu Pierre Flote wie folgt: „Das ist der Teufel oder ein vom Teufel Besessener. Gott hat ihn bereits gestraft, indem er seinen Körper blendete (Flote war einäugig) wie sein Geist blind ist. Pierre Flote, ein Mensch voller Gift und Galle, ist als Häretiker zu züchtigen und zu verdammen. Er ist der Untergang seines eigenen Bruders. Er ist Berater des Königs und seit dieser Zeit haben der König und das Königreich nichts anderes gemacht, als ihre Beziehungen zur Kirche zu beschädigen.“